# Chalkogenovodíky
Chalkogenovodíky jsou dvouprvkové sloučeniny s molekulami skládajícími se z dvou atomů vodíku a jednoho atomu chalkogenu, Jejich rozpouštěním (kromě vody samotné, která mezi ně také patří) ve vodě vznikají chalkogenovodíkové kyseliny. Patří sem oxidan (voda), sulfan, selan, tellan a polan.

## Vlastnosti
Díky nelineární stavbě molekuly úhel vodík-prvek-vodík je asi 109,5°[zdroj⁠?!]) je voda jediným chalkogenovodíkem, který je za normálních podmínek kapalinou, ostatní chalkogenovodíky jsou plyny. S rostoucím protonovým číslem chalkogenu se jejich vlastnosti mění následovně:
| chalkogenovodík | molární hmotnost [g/mol] | teplota tání [°C] | teplota varu [°C] | úhel v molekule |
| --------------- | ------------------------ | ----------------- | ----------------- | --------------- |
| H2O             | 18,015 0                 | 0,00              | 100,00            | 104,45°         |
| H2S             | 34,082 0                 | -82,30            | -60,28            | 92,1°0          |
| H2Se            | 80,980 0                 | -65,73            | -41,25            | 91°,00          |
| H2Te            | 129,615 8                | -49,00            | -2,20             | 90°,00          |
| H2Po            | 211,000 0                | -35,30            | 36,10             | 0,00            |

Všechny chalkogenovodíky kromě vody jsou jedovaté, polan je navíc díky obsahu polonia radioaktivní. Sulfan se také vyznačuje značnou hořlavostí a silným zápachem.

## Vznik
Chalkogenovodíky, a následně rozpouštěním ve vodě také chalkogenovodíkové kyseliny, mohou vzniknout buď přímým slučováním chalkogenu s vodíkem nebo působením minerálních kyselin na chalkogenidy neušlechtilých kovů, například:
O2 + 2 H2 → 2 H2O,
Na2S + H2SO4 → Na2SO4 + H2S.